# نعيم سعداوي
نعيم سعداوي (بالفارسية: نعیم سعداوی)، من مواليد 16 يونيو 1969، وهو لاعب كرة قدم إيراني سابق، ويلعب كمدافع.
و قد لعب معظم مسيرته الكروية مع نادي برسبوليس الإيراني، وقد كان عضوا مع منتخب إيران لكرة القدم في كأس العالم لكرة القدم 1998.

## روابط خارجية
- نعيم سعداوي على موقع قاعدة بيانات كرة القدم.إي يو (الإنجليزية)
- نعيم سعداوي على موقع قاعدة بيانات كرة القدم.إي يو (الإنجليزية)
- نعيم سعداوي على موقع ناشيونال فوتبول تيمز (الإنجليزية)